# Медведчук Віктор Володимирович
Ві́ктор Володи́мирович Медведчу́к (рос. Ви́ктор Влади́мирович Медведчу́к; нар. 7 серпня 1954, Почет) — колишній український проросійський політик України, колишній державний та громадський діяч і колишній олігарх, тісно пов'язаний з президентом Росії Володимиром Путіним. Народний депутат України II—IV та IX-го скликань, один з керівників проросійської партії Опозиційна платформа — За життя.
Перший заступник Голови ВРУ (лютий 2000 — грудень 2001), Голова АП України каденції Леоніда Кучми (2002—2005). Заслужений юрист України, голова ГО Український вибір. Неофіційний власник закритих проросійських пропагандистських телеканалів Перший незалежний, 112 Україна, ZIK та NewsOne.
В Україні звинувачується у колабораціонізмі, українофобних й проросійських поглядах, недекларуванні майна. Звинувачують у саботуванні захисту Василя Стуса (був його адвокатом), що посприяло ув'язненню та смерті поета в карцері. Прихильник так званого «федеративного устрою» України. Доктор юридичних наук (1997). 10 січня 2023 року президент Зеленський позбавив Медведчука громадянства України. 13 січня 2023 року Верховна рада позбавила Медведчука його мандата у парламенті.

## Життєпис
Народився 7 серпня 1954 року в с. Почет Абанського району Красноярського краю РСФСР у сім'ї службовців.
Батько, Володимир Нестерович Медведчук, народився 5 серпня 1918 року у селі Корнин Житомирської області. Мати, Фаїна Григорівна Гулько, народилася 16 жовтня 1925 року в селі Борщагівка Вінницької області.
Батька, Медведчука Володимира Нестеровича, через фізичні вади (наслідок туберкульозу кісток у дитячому віці) під час Другої світової війни не взяли до війська. У роки німецької окупації, від квітня 1942-го до листопада 1943 року, він працював у трудовому відділі німецьких окупаційних сил, завданням якої була організація примусового вивезення на роботу до Німеччини працездатної української молоді на замовлення німецької адміністрації. У листопаді 1943 року, після відступу німецьких військ, його заарештовано військовою контррозвідкою СМЕРШ і засуджено до 8 років ув'язнення і 4 років заслання «за участь в українській націоналістичній діяльності», хоча насправді батько Віктора Медведчука підтримував політику колабораціонізму (співпраці із німецькими окупантами), за його участі до Німеччини було вивезено понад 2 тисячі українців як рабів організації «Arbeitstamt». Історик Дмитро Чобіт схиляється до думки, що Володимира Медведчука працівники НКВС змусили назвати себе членом ОУН під впливом тортур і залякування. Заслання відбував в селищі Почет Красноярського краю, де й народився Віктор.
У середині 1960-х років сім'я Медведчуків залишила Сибір і переїхала до с. Корнин Житомирської області. Згодом батьки придбали невеличкий дерев'яний будинок у містечку Борова Фастівського району Київської області, куди й перебралася сім'я. У цьому селищі Віктор закінчив восьмирічку, а потім продовжив навчання у середній школі.
1971 року закінчив Борівську середню школу і спробував вступити до Вищої школи міліції. Але не був прийнятий через вади біографії батька. Трудову діяльність почав 22 листопада 1971 року сортувальником 2-го класу цеху експедиції періодичних видань Київського призалізничного поштамту. з 1972 року одночасно став «позаштатним працівником міліції» на станції Мотовилівка.
Влітку 1972 року успішно склав вступні іспити на юридичний факультет КНУ ім. Шевченка, однак за конкурсом не пройшов. Проте 12 вересня 1972 року наказом № 445-у ректора Київського державного університету ім. Т.Шевченка був зарахований до складу студентів на підставі дозволу МВССО УРСР. Причиною чого, на думку Дмитра Чобота, автора біографічної книги «Нарцис. Штрихи до політичного портрета Віктора Медведчука», була «таємна співпраця з міліцією», що підтвердив Верховний Суд України.
Під час навчання на другому курсі юридичного факультету Київського держуніверситету став командиром комсомольського оперативного загону добровільної дружини Ленінського райкому комсомолу Києва. 8 листопада 1973 року під час чергування побив з двома членами загону неповнолітнього Андрія Маратовича Кричака. 25 квітня суд Ленінського району Києва під головуванням судді Крученюк засудив підсудних Медведчука, І. Д. Яковенка та С. В. Авраменка за ст. 102 КК УРСР до 2 років позбавлення волі.
Але 6 червня судова колегія з кримінальних справ Київського суду під головуванням судді Сапронова скасувала вирок Ленінського суду, справу повернули на додаткове розслідування. Згодом її було перекваліфіковано в ст. 166 ч. ІІ (Перевищення влади або службових повноважень) зі значно меншим покаранням. Через позитивні характеристики та участь у підрозділах міліції та народних дружинах притягнення до кримінальної відповідальності «вважалося недоцільним».
24 червня 1975 року наказом ректора КНУ ім. Шевченка Медведчука було відраховано з III курсу денного навчання юридичного факультету. 20 травня 1976 року поновлено у складі студентів на підставі розпорядження міністра вищої і середньої спеціальної освіти СРСР.
Від середини 1970-х — співробітник КДБ СРСР[неавторитетне джерело].

### Громадська і політична діяльність
У 1978—1989 роках — адвокат Київської міської колегії адвокатів. У судовому процесі 29 вересня — 2 жовтня 1980 року був адвокатом Василя Стуса. Вимагав для нього найбільшого покарання.
З 1989 року працював завідувачем юридичної консультації Шевченківського району м. Києва (1989—1991). У 1990 році став президентом Спілки адвокатів України. Член правління Спілки адвокатів СРСР від України (1990—1991). З 1991 року — президент Міжнародної адвокатської компанії «БіАйЕм».
З 1994 року член Координаційного комітету з питань боротьби з корупцією та організованою злочинністю при Президенті України (1994—1999), голова Вищої кваліфікаційної комісії адвокатури України. З 1995 року член Ради роботодавців і товаровиробників при Президенті України (1995—2000). З 1996 року радник Президента України з питань податкової політики (1996—2000).
1997 року обраний нардепом України другого скликання за Іршавським виборчим округом № 171. Тоді виборча комісія нарахувала 94,16 % голосів «за».
Член Комітету з питань законності і правопорядку (1997—98), член Координаційної Ради з питань судово-правової реформи при Президенті України (1997—2000 рр.), член Вищої економічної Ради Президента України, член Державної комісії з проведення в Україні адміністративної реформи.
У 1998 році обраний народним депутатом України третього скликання, заступник Голови ВРУ у 1998—2000 роках. Член Вищої Ради юстиції, член Координаційної ради з питань місцевого самоврядування. Заступник голови Координаційної Ради з питань внутрішньої політики. Очолював ТСК з підготовки і попередньому розгляду проєкту нової редакції Цивільного кодексу України, а також з опрацювання та підготовки до розгляду Верховною Радою України проєкту Господарського (комерційного) кодексу України (1998). З 1999 року голова Національної Ради з питань молодіжної політики при Президенті України.
1 лютого 2000—13 грудня 2001 — перший заступник Голови ВРУ.
З 2001 року член фракції СДПУ(О) (з 14 грудня 2001). З 2002 року народний депутат України четвертого скликання. Голова фракції СДПУ(О) (13 травня 2002 — 12 червня 2002).
У 2002—2005 роках — глава Адміністрації Президента України. Перебуваючи на цій посаді, очолював наглядову раду Президентського, а з 2003 року Національного президентського оркестру.
З 2002 року — голова: Комісії державних нагород та геральдики (з червня 2002 р.); організаційного комітету з проведення Року України в Російській Федерації (з червня 2002 р.).
З 2002 року:
- член Ради національної безпеки і оборони України (з червня 2002 р.),
- керівник робочої групи з підготовки пропозицій щодо забезпечення гласності та відкритості діяльності органів державної влади (з червня),
- заступник голови Ради з питань інформаційної політики при Президентові України (з вересня),
- голова комісії з питань забезпечення роботи міжнародних експертів з питань експорту станцій радіоелектронної розвідки «Кольчуга» (з жовтня),
- голова наглядової ради Національного палацу «Україна» (з листопада),
- співголова координаційної ради з підготовки та видання Національного атласу України (з грудня 2002),
- голова Організаційного комітету з проведення року РФ в Україні (з грудня).

З 2003 року — голова:
- координаційної ради з питань державної служби при Президентові України (із січня 2003),
- голова організаційного комітету з підготовки та проведення заходів до 150-річчя Східної (Кримської) війни 1853—1856 років (з липня),
- координаційної комісії з питань реконструкції автомобільної дороги Київ-Одеса на ділянці від Жашкова до Червонознам'янки (з липня),
- організаційного комітету з підготовки та проведення заходів, присвячених 150-річчю від дня народження Івана Франка (з вересня).

З лютого 2004 року — голова Наглядової ради Національної академії державного управління при Президентові України. З 2008 — голова наглядової ради громадської організації «Центр Правова Держава».
У липні 2012 року Медведчук надав на розгляд до Конституційної Асамблеї України проєкт закону «Про всеукраїнський референдум», який передбачав суттєве спрощення процедури організації всеукраїнського та місцевих референдумів, а також низку неконституційних положень, які потенційно закладали ризики неправомірної зміни конституційного ладу та узурпації влади через маніпулювання процедурою такого референдуму.
6 жовтня 2020 року обговорив при особистій зустрічі із Путіним постачання з Росії антикоронавірусної російської вакцини «Супутник Ві».

### Вторгнення Росії в Україну (з 2022 року)
12 квітня 2022 року Служба безпеки України затримала Віктора Медведчука при спробі втечі з України.
21 вересня 2022 року, в ході повномасштабної війни Росії проти України, в рамках обміну військовополоненими Медведчука передали російській стороні в обмін на українських захисників Маріуполя, зокрема, бійців полку «Азов».
Відповідно до Указу Президента України у січні 2023 року був позбавлений українського громадянства.
В червні 2023 року за даними реєстру юридичних осіб РФ було зареєстровано, громадський рух "Региональное общественное движение «За развитие гражданского общества „Другая Украина“» за адресою в Москві, Арбат, провулок Кемарницький, 9. Головою виконкому став колишній український журналіст Денис Жарких, а Медведчук очолив раду організації Організація також заявила права на товарні знаки «Настоящая Украина», «Голос другой Украины» та «Другая Украина».

## Юридична діяльність
1978 року врешті закінчив юридичний факультет КНУ ім. Шевченка і був скерований на роботу адвокатом Київської міської колегії адвокатів. В ній потрапив у групу «підібраних» адвокатів, яким органи МВС і КДБ доручали вести важливі справи. Серед особливо резонансних, у яких В.Медведчук брав участь як адвокат, були судові процеси над літераторами-дисидентами Юрієм Литвином, Василем Стусом, директором Чорнобильської АЕС Віктором Брюхановим.

### СправаЮрія Литвина
Юрій Литвин отримав 3 роки позбавлення волі у колонії суворого режиму. В останньому слові він так оцінив захист з боку Медведчука: «Пасивність мого адвоката Медведчука в захисті обумовлена не його професійним профанством, а тими вказівками, які він одержав згори, і підлеглістю: він не сміє розкривати механізму вчиненої проти мене провокації. Адвокатська участь у таких справах зведена нанівець — це ще одне свідчення відсутності в СРСР інституту адвокатури при розгляді політичних справ, де садять людей „інакомислячих“…».

### СправаВасиля Стуса
Адвокатом Василя Стуса Медведчука затвердили, незважаючи на численні протести поета. Суд проходив за зачиненими дверима. Відомий письменник, правозахисник, громадський діяч і друг Стуса Євген Сверстюк згадував: «Коли Стус зустрівся з призначеним йому адвокатом, то відразу відчув, що Медведчук є людиною комсомольського агресивного типу, що він його не захищає, не хоче його розуміти і не цікавиться його справою. І Стус відмовився від цього адвоката». Сам Медведчук наполягав, що роль адвоката в таких процесах була мінімальною: «Якщо хтось думає, що я міг би врятувати Стуса, то він або брехун, або ніколи не жив у СРСР і не знає, що це таке. Рішення за такими справами ухвалювалося не у суді, а в партійних інстанціях і КДБ. Суд лише офіційно затверджував оголошений вирок» (цит. з офіційного сайту Медведчука).
Про методи захисту, які використовував Медведчук, свідчить «Хроника текущих событий»: «Адвокат у своїй промові сказав, що всі злочини Стуса заслуговують покарання, але він просить звернути увагу на те, що Стус, працюючи у 1979—1980 рр. на підприємствах Києва, виконував норму; крім того, він переніс тяжку операцію шлунка. Після промови адвоката засідання суду було перервано. 2 жовтня засідання почалося прямо з читання вироку (таким чином, у Стуса було вкрадене належне йому за законом „останнє слово“)».
Суд засудив Василя Стуса до максимального покарання — 10 років таборів особливого режиму і 5 років заслання. Загинув Стус 4 вересня 1985 року в тюремному карцері табору особливого режиму.
У 2016 році, до 25-ї річниці незалежності України, адвокати Роман Титикало та Ілля Костін підготували «правовий аналіз судової справи дисидента 35 років потому». Серед іншого, вони з'ясували, що «Визнаючи в суді вину свого підзахисного Стуса (при запереченні вини самим підзахисним), адвокат Медведчук порушив свій професійний обов'язок, фактично відмовився від захисту Стуса, чим грубо порушив право останнього на захист у суді».

### СправаМиколи Кунцевича
У 1985 році Медведчука призначають захищати дисидента Миколу Кунцевича, і після того, як прокурор вимагав підсудному 3 роки позбавлення волі, адвокат у слові захисту заявив:
|  | Я повністю згоден з товаришем прокурором щодо міри покарання. Але, за незрозумілими для мене причинами, товариш прокурор забув про те, що підсудний ще не відбув один рік та дев'ять місяців із попереднього терміну. Вважаю, що необхідно додати цей термін до нового покарання. Оригінальний текст (рос.) Я полностью согласен с товарищем прокурором, в отношении меры наказания. Но товарищ прокурор, по непонятным мне причинам забыл о том, что у подсудимого не отбыто один год и девять месяцев из предыдущего срока наказания. Считаю что необходимо этот срок присовокупить к новому наказанию.» |

Суд урахував це прохання.

### СправаВіктора Брюханова
Від послуг адвоката спочатку хотів відмовитися і Брюханов, який згодом теж сказав, що його «ніхто не захищав»: «Процес був закритим. Всередину пускали лише журналістів. Я спочатку відмовлявся від адвоката, бо розумів, що справа вирішена завчасно, але згодом дружина мене умовила… Суддя Верховного Суду виніс той вирок, який від нього вимагали. Гадаю, якби для мене знайшли „розстрільну“ статтю, то й розстріляли б. Але не знайшли».

### Міжнародна адвокатська компанія «Бі. Ай. Ем»
1992 року Медведчук створив адвокатську компанію «Бі. Ай. Ем», співзасновниками якої були також Григорій Суркіс, його молодший брат Ігор, Валентин Згурський, Юрій Карпенко, Богдан Губський, Юрій Лях. Серед основних напрямків діяльності фірми, за твердженнями Дмитра Чобота, було сприяння відкриттю закордонних валютних рахунків, реєстрації підприємств у офшорних зонах та набуттю нерухомості у закордонних країнах.

### Позбавлення права на зайняття адвокатською діяльністю
24 травня 2023 року Кваліфікаційно-дисциплінарна комісія адвокатури Київської області позбавила Віктора Медведчука права займатися адвокатською діяльністю.

## Законотворча діяльність
За час роботи протягом 2-4 скликань у ВРУ народний депутат Медведчук підготував і вніс на розгляд ВРУ низку проєктів законів та постанов, серед яких:
- Про внесення змін і доповнень до Закону України «Про адвокатуру» (03.06.97)
- Про політичну опозицію у Верховній Раді України [Архівовано 28 грудня 2016 у Wayback Machine.] (28.02.2000)
- Про внесення змін до Закону України «Про Вищу раду юстиції» (01.03.2000)[44]
- Про направлення до КСУ проєкту закону про внесення змін до КУ за результатами референдуму [Архівовано 28 грудня 2016 у Wayback Machine.]" (28.04.2000);
- Про внесення змін та доповнень до Декрету Кабінету Міністрів України «Про прибутковий податок з громадян» (18.06.2001);[45]
- Проєкт Судового кодексу України (24.04.2001).

2001 року Медведчук вніс до ВРУ законопроєкт «Про державний (фінансовий) контроль за декларуванням доходів осіб, уповноважених на виконання функцій держави, та їх витратами». Він передбачав механізм публічного контролю за доходами та видатками таких осіб для запобігання корупції. Передбачалось, що треба декларувати не лише доходи, а й боргові та кредитні зобов'язання і права майнового характеру. Законопроєкт не було прийнято.
Жовтень 2002—січень 2005 — глава Адміністрації Президента України, брав участь у роботі Комісії з опрацювання законопроєктів про внесення змін до Конституції України та виборчих законів.
Один з авторів конституційної реформи 2004 року, що передбачала зміну конституції і перехід до парламентсько-президентської республіки.
Доктор юридичних наук (1997), академік Національної академії правових наук України (2000), академік Міжнародної Слов'янської академії, дійсний член Академії економічних наук (1998), заслужений юрист України (з 1992 року), професор (2001).

## Партійна діяльність
- З 1993 року— член Партії прав людини.
- У 1994 р. — разом з іншими членами ППЛ — увійшов до складу СДПУ.
- З 1995 року Член Центральної Ради партії СДПУ, а згодом СДПУ(О) (1995-98 рр.).
- Голова комісії з питань правової реформи СДПУ (1995-96 рр.).
- Член Політбюро (до 1998 р. — Правління) СДПУ(О) з січня 1995 р.
- У 1996—1998 рр. — заступник голови СДПУ(О).
- У 1998—2007 рр. — голова СДПУ(о).
- Делегат І-ІІ з'їздів Партії прав людини, ІХ-XX з'їздів СДПУ(О).

4 липня 2007 року Верховний Суд України ухвалив рішення, визнавши, що оскаржені Медведчуком фрагменти книги «Нарцис» відповідають дійсності. Рішення збіглося в часі з проведенням з'їзду Партії регіонів наступного дня, де відбувалося голосування за виборчий список кандидатів у депутати, де за попередніми даними мав фігурувати Медведчук (при тому, що інші вагомі члени СДПУ(о) Шуфрич та Папієв таки перейшли до Партії регіонів). Експерти твердили, що входження до списку регіоналів Віктора Медведчука, який за кілька днів залишив посаду лідера соціал-демократів, може стати початком повернення його у велику політику. Але Медведчука не виявилося в списках, що пізніше пояснила член політради Партії регіонів Ганна Герман. Вона вважає, що робота в парламенті не цікавить колишнього голову СДПУ(О), і він «має намір зосередити свої зусилля на своїй професійній діяльності».
2 липня 2009 року Окружний адміністративний суд Києва повністю задовольнив позов Медведчука до Ющенка. Суд визнав протиправною та незаконною бездіяльність глави держави в питанні проголошення всеукраїнського референдуму щодо вступу України в НАТО та її участі в Єдиному економічному просторі разом з Росією, Казахстаном та Білоруссю, а також зобов'язав президента проголосити відповідний референдум шляхом видання указу.
13 січня 2023 року Верховна Рада України позбавила мандатів Віктора Медведчука, та ще чотирьох нардепів від забороненої партії ОПЗЖ, за втрату громадянства України.

## Заяви та погляди
У 90-х та на початку 2000-х:
У своїй монографії «Сучасна українська національна ідея і питання державотворення», написаній у 1996 році, Медведчук стверджував:
- «майже 75 років населенню України, як і всього колишнього СРСР, прищеплювали штучні уявлення про шляхи до кращого життя, національний, соціальний та культурний розвиток»
- «У народі, передусім серед сільського населення, українська мова завжди була основною; навіть за радянських часів найбільш рішучі представники української інтелігенції, у тому числі й відомі політичні діячі, постійно робили спроби розширити застосування української мови у суспільному житті. Одне слово, боротьба за мову йшла весь час, і це робить честь представникам української інтелігенції»
- «тоталітарні режими використовують жупел націоналізму спеціально для того, щоб розпорошити єдність народу та проводити усім відому політику „розділяй та володарюй“… Стосовно України, то одним із прикладів такої розправи над українською інтелігенцією може служити процес 1930 р. над учасниками тзв. „Спілки визволення України“, за яким до різних мір покарання було засуджено 45 осіб… Саме під гаслом боротьби з націоналізмом вживалися й інші карні заходи українською радянською владою проти усіх сил, які у різні часи боролися за незалежність України та свободу українського народу»
- наголошував на повній незалежності України від Росії у державницькому та політичному плані
- критикував радянське минуле, як штучне та вороже українцям
- позитивно оцінив політичну систему у США.

Журналісти громадського руху «Чесно» припускають, що за написанням обсягу монографії насправді стояв Юрій Римаренко. На думку журналістів, головною ціллю монографії була або дискредитація українського патріотичного руху (Медведчук місцями посилається на псевдонауковців, роботу яких російська пропаганда використовувала саме з цією метою), або ж послідовне пристосуванство до системи, яка в 90-х давала Медведчуку вигоду у вигляді кар'єрного росту та політичних ресурсів.
- Наприкінці 90-х та на початку 2000-х написав декілька статей для газети «Дзеркало тижня», в яких стверджував:
  - «Оцінюючи минуле, ми приходимо до висновку, що того романтичного соціалізму, про який мріяли пригнічені, як суспільного ладу, по суті, не було, тому що в реальності перемогла лівокомуністична версія радикальної перебудови суспільства, пружиною якої стало революційне нетерпіння, що ґрунтується на примітивному уявленні про рівність»
  - «Абсолютна більшість політиків — вихованці колишньої політичної системи і за своїм характером залишаються більшовиками: так само нетерпимі до інакомислення, так само люблять руйнувати „дощенту“, таврувати і дискредитувати, рватися до влади за будь-яку ціну»
  - «Росія дуже мало підходить на роль жертви „ненаситного“ українського експансіонізму»
  - «Ми щиро любимо воїстину братський російський народ, з яким так багато разом прожито та пережито, але при цьому ми вважаємо, що неприпустимо поетизувати імперську політику російської самодержавності по відношенню до України»
  - назвав ратифікацію договору про дружбу, співробітництво і партнерство між Україною і Російською Федерацією «початком нової, багатообіцяючої епохи в житті Росії та України»
  - критикував статтю Костянтина Затуліна та Олександра Севастянова «Российско-украинский договор: обман века» за українофобію та історичне невігластво, в тому числі ігнорування жорстоких репресивних заходів російського царського режиму щодо української державності
  - критикував та засуджував російські політичні та історичні претензії на Крим, в тому числі заявляв, що «Ми дуже далеко зайшли б, якби нащадки колишніх завойовників, спираючись на територіальні придбання та втрати минулого, розпочали новий переділ кордонів. Розробившись з Україною, російські „патріоти“ могли б зайнятися проблемами „одвічно російської“ Аляски. Втім, Крим довелося б віддати Туреччині»
  - «Ми дійсно два найближчі народи, які, до відома надто радикальних націонал-патріотів, ніколи не піднімуть руку один на одного»[59][60]
- В серпні 2000 року в одній з програмних статей стверджував, що:
  - «Я належу як раз до тієї групи українських політиків, яка завжди орієнтувалась на європейські цінності, європейський досвід»
  - «успіх наших реформ неможливий, якщо ми будемо їх проводити поза контекстом загальноєвропейських тенденцій та змін, якщо ми будемо забувати, что Європа — це наш спільний дім, і що втеча з радянської комунальної квартири не означає, що ми не повинні прагнути до загальноєвропейської комфортабельної цивілізованої та єдиної будівлі»
  - «Я глибоко переконаний, що практично всі секрети подолання нашої кризи потрібно шукати в Європі»[55]
- В серпні 2001 в ефірі львівського телеканалу заявив, що з 1998 року працює над законопроєктом про ОУН-УПА та підтримує реабілітацію представників цих організацій[61][62].

Леонід Кравчук стверджує, що публічна позиція Медведчука почала змінюватися після обрання першим заступником Голови Верховної Ради, за яким послідувало призначення на посаду голови Адміністрації Президента України.
З 2000-х досі:
- 2001 року заявив, буцімто з усіх існуючих в Україні православних юрисдикцій єдиною законною та канонічною є російська церква УПЦ МП[64].
- Веде пропаганду за приєднання України до Митного союзу із Росією, витрачаючи на це значні кошти[65].
- В 2003 році заявив, що буде головним лобістом інтересів Росії в Україні[66].
- На Президентських виборах 2004 року підтримав Віктора Януковича[67][68].
- У червні 2005 року заявив, що розцінює Дмитра Корчинського «як істинного борця за свободу і демократію в Україні»[69].
- В листопаді 2005 стверджував: «Ми не є прихильниками федералізації. Ось на зустрічах тут, у Криму, мені ставили питання: Вікторе Володимировичу, треба піти шляхом федералізації. Коли я починаю запитувати: скажіть, я в цій галузі фахівець, а що вам дасть федералізація? Ось люди десь почули, про це багато говориться. Я хочу поставити запитання і тим, хто підтримує цю думку: що зміниться?»[70]
- Заявляв, що «реабілітація воїнів УПА не повинна відбутися. Ніколи воїни УПА не мають бути прирівняні до ветеранів. Так як це — різні речі. Категорично проти цього виступаю і буду виступати в майбутньому»
- З початку 2010-х проштовхував ідею федералізації України як «єдині ліки від розколу країни» (при цьому низка фахівців та політиків застережувала, що федералізація України буде мати зворотній ефект)[71][72][73][74][75][76][77]
- В 2013 році стверджував, що «На жаль, так вийшло, що влада та опозиція об'єдналися в тзв. європейському виборі. Я вважаю, як і більша половина населення України, що це неправильно, що наш вектор економічної інтеграції повинен бути східним — Митний союз»[55]
- З 2014 року неодноразово заявляв, що не вважає Росію агресором, а війну на Донбасі назвав «протистоянням громадян однієї частини країни стосовно іншої»[78][79][80]
- У лютому 2019 в програмі «Мага» на телеканалі «112» сказав: «Я особисто прихильник федеративного устрою, завжди ним був і залишусь, бо вважаю, що федеративний устрій — це єдині ліки від розпаду нашої країни». Через два роки у ефірі пропагандистського каналу «Russia Today» знову заявив: «Я завжди виступав та виступаю за те, що Україна має затвердити федеративний устрій»[81].
- У червні 2019 року заявив, що негативно ставиться до більшості українців і йому все одно що вони до нього негативно ставляться[82].
- У січні 2023 написав статтю в пропагандистському виданні «Известия», в якому:
  - неодноразово звинувачував Захід в російському вторгненні в Україну
  - заявляв, що «Росія опинилась перед необхідністю не тільки захищати свої економічні інтереси, але і міжнародну честь та гідність»
  - погрожував ядерною війною у випадку, якщо Європа продовжуватиме допомагати Україні у протистоянні з російською агресією
  - стверджував, що Росія завжди діяла «розумно і чесно», та що «СРСР, а потім РФ ставили за мету не перемогу в Холодній війні, а вихід із військового протистояння Сходу і Заходу, який міг закінчитися ядерною катастрофою»[83][84]

## Євромайдан
Активісти Євромайдану вважають, що одним з замовників нападу на журналістку Тетяну Чорновол міг бути Медведчук. Активісти Євромайдану організували автопробіг до будинку Медведчука, щоб оголосити йому свій протест, Медведчука називали «лялькарем» та безпосередньо пов'язували його ім'я із кривавими подіями на Євромайдані — Силовий розгін Євромайдану 30 листопада, побиття людей під час подій біля Адміністрації Президента 1 грудня та Штурм Євромайдану 11 грудня 2013 р. Проте, до учасників акції ніхто не вийшов й вони вишикувалися вздовж паркану і просто в нього стукали. Частина пікетувальників насідала на ворота, від чого ті зламалися.
На такі дії учасників акції Медведчук відреагував того ж дня, назвавши це вандалізмом і висловив свою готовність до війни:
|  | Їм (опозиційним лідерам) хочеться воювати? Я воювати вмію. У нас достатньо сил і можливостей, щоб відстояти наші погляди і переконання. |

У відповідь Медведчуку було зазначено, що він незаконно заволодів дачними будинками у Пущі-Водиці, на місці яких збудував свій маєток. Про цей факт свідчить заява Михайла Чечетова, який на час незаконної приватизації дачних будинків Медведчуком у 2004 р. обіймав посаду голови Фонду держмайна. У своїй заяві до ДСБЕЗ МВС України від 25 серпня 2005 р. Михайло Чечетов засвідчує, що він
|  | під адміністративним і психологічним тиском Голови Адміністрації Президента України Медведчука В.В., будучи неправомочною особою, здійснив незаконну приватизацію державного майна — дачних житлових будиночків N15 і N38 будинку відпочинку «Пуща-Водиця» Адміністрації Президента України на користь ЗАТ футбольний клуб «Динамо Київ». |

Віктор Медведчук був одним із акціонерів ФК «Динамо».
Того ж дня Медведчук намагався спростувати цю інформацію, а його адвокат почав вимагати від Української правди опублікувати спростування. Проте Віктор Медведчук не надав документів, які підтверджують правдивість його слів, тому газета стверджує, що не може спростувати цю опубліковану інформацію.

## Санкції

Країни, де Медведчук під санкціями

### Українські
В лютому 2021 року проти Медведчука, його дружину Оксани Марченко, соратника Тараса Козака та його дружини було введено санкції РНБО за продаж нафтопродуктів терористичним організаціям Л/ДНР. Іншим рішенням РНБО дало доручення повернути до державної власності так звану «трубу Медведчука», нафтопровід «Самара — Західний напрямок». Територією України проходить 1433 км трубопроводу, яким володіють білоруський бізнесмен Микола Воробей і громадянин Німеччини Анатолій Шефер (через компанію «ПрикарпатЗахідтранс»).
У червні 2024 року за матеріалами СБУ, суд постановив заборонити та примусово розпустити наступні проросійські організації, якими володів Медведчук:
- Міжнародна громадська організація «Ми народ України»;
- Всеукраїнська громадська організація Всеукраїнське гетьманське козацтво імені Івана Богуна";
- «Соборне козацтво»;
- «Соборне козацтво» «Харківський округ»;
- «Соборне козацтво» «Баришівська станиця»;
- «Соборне козацтво» «Київський округ»;
- «Соборне козацтво» «Львівський округ»;«Соборне козацтво» «Сумський округ».

22 листопада 2024 року позбавлений державних нагород України та інших форм відзначення згідно Указу Президента.

### США
17 березня 2014 року США ввели санкції проти осіб, які загрожують миру, безпеці, стабільності, суверенітету та цілісності України, та за підрив демократичних інститутів і процесів в Україні, зокрема, проти Медведчука. Він звинувачується урядом США в наданні суттєвої фінансової, матеріальної та технологічної підтримки Януковичу, і в керівництві організацією Український вибір, що намагалася підривати демократичні процеси в Україні.

### ЄС
У травні 2024 року ЄС а пропозицією Чехії запровадив санкції проти Медведчука і його видання Voice of Europe.

### Інші країни
10 червня 2023 року Медведчука додали до санкційного списку Австралії 27 березня 2024 Чехія ввела санкції.

## Розслідування

### Співпраця з терористичними організаціями
23 червня 2014 року, відповідно до звіту ОБСЄ, представляв на переговорах терористичні організації ДНР і ЛНР. Офіційний представник України інформацію щодо ролі Медведчука в переговорному процесі коментувати відмовився.
З перших днів війни з Росією Медведчук заявляв про бажання «врегулювати» війну мирним шляхом, почати «широкий діалог між Києвом і Донбасом» без згадки про ініціатора військових дій — Російську Федерацію.
З травня 2014 року Медведчук і Нестор Шуфрич вели переговори з представниками терористичних організацій ЛНР і ДНР щодо припинення ними військових дій на Донбасі. В результаті вдалося досягти угоди про «початок діалогу» між Тристоронньою контактною групою (до якої входять представники ОБСЄ, України та Росії) і ДНР з ЛНР.
23 і 27 червня було домовлено про запровадження режиму припинення вогню, який за фактом неодноразово порушувався терористами і тому фактично заважав ЗСУ звільняти території і оборонятись.
У червні 2014 року федеральний канцлер Німеччини Ангела Меркель запропонувала призначити Медведчука посередником для забезпечення діяльності Тристоронньої контактної групи.
З 20 грудня 2014 року Медведчук займався питанням обміну заручниками, що утримуються терористами, із полоненими терористами, затриманими українськими військовими. За розпорядженням керівництва СБУ Медведчука призначено спецпредставником для переговорів щодо врегулювання ситуації в зоні АТО в Мінську.
З травня 2015 року входить до складу в рамках підгрупи з гуманітарних питань Тристоронньої групи здійснює обмін полоненими. Спільно з місією Червоного Хреста в Україні займається пошуком зниклих осіб. З грудня 2014 року до початку листопада 2016 року терористами було звільнено 403 особи.

### Звинувачення в посяганні на територіальну цілісність України
18 липня 2017 року в Криму таємно зустрічався з президентом Росії Володимиром Путіним та обговорював питання, зміст яких недоступний широкій громадськості України.
У березні 2018 року пов'язані з ним особи були затримані за Справою Рубана — Савченко.
На початку 2019 року стало відомо, що Медведчука було внесено до бази сайту «Миротворець».
У березні 2020 року зустрічався із президентом РФ Путіним. 6 жовтня у Ново-Огарьово 2020 року зустрівся із Путіним. «Дуже раді, що в Україні є такі політичні сили, які чесно і відкрито висловлюють свою позицію. Росія — за вибудовування російсько-українських відносин», — сказав президент РФ.

### Нафтовидобування і нафтопереробка у Росії
Докладніше: #Цикл_розслідувань_про_Медведчука
Відповідно до спільного розслідування програми «Схеми» та OCCRP Віктор Медведчук, його дружина Оксана Марченко, Тарас Козак та його дружина Наталія Лавренюк у лютому 2014 року за безцінь під час захоплення Криму отримали під контроль «Новошахтинський нафтопереробний завод» у Ростовській області. За викуп 42 % акцій підприємства родини Медведчука і Козака заплатили лише 40 тисяч доларів. Також під їхній контроль за одну тисячу доларів відійшла компанія «НЗНП Трейд» з ліцензією на видобуток нафти у Гавриківському родовищі (Ханти-Мансійський автономний округ) із запасом нафти у майже 137 мільйонів тонн.
За даними журналістів програми «Схеми» дизпаливо, вироблене на «Новошахтинському нафтопереробному заводі», постачалося в анексований Росією Крим та США попри те, що Медведчук на той час уже перебував під санкціями Сполучених штатів.
Після введення санкцій РНБОУ щодо «Новошахтинського нафтопереробного заводу» родина Медведчука позбулася цього бізнесу, однак залишила контроль над Гавриківським родовищем.

### Справі нафтопроводу «Самара— Західний напрямок»
У липні 2024 року Медведчук отримав підозру у справі щодо нафтопроводу «Самара — Західний напрямок». За даними СБУ, приватизація державного нафтопроводу була проведена 2015 року незаконно. Підозру також овідомлено чотирьом колишнім топменеджмерам «Прикарпатзахідтрансу», які заволоділи та управляли нафтопроводом.

### Підозра у державній зраді
11 травня 2021 року Медведчуку разом із його партнером Тарасом Козаком було видано підозру у державній зраді. Сам Медведчук на сайті своєї партії заявив, що це «політична розправа за принципову позицію» і що не має законних підстав для запобіжного заходу, щодо нього. 13 травня йому було присуджено запобіжний захід у вигляді цілодобового домашнього арешту замість взяття під варту, як пропонувалося прокурором. 21 травня 2021 року Київський апеляційний суд переглянув апеляцію, залишивши рішення про домашній арешт у силі.
9 липня 2021 року, Печерський районний суд міста Києва оголосив про продовження запобіжного заходу у вигляді домашнього арешту до 7 вересня, 2 вересня запобіжний захід було продовжено на два місяці.
11 жовтня 2021 року Медведчук отримав клопотання про арешт із заставою на 1 млрд гривень, до цього йому було вручено підозру в державній зраді і пособництві тероризму.
26 лютого 2022 року Генпрокуратура доручила Нацполіції перевірити наявність Медведчука за адресою, де він перебував під домашнім арештом, однак там його не знайшли. 27 лютого генеральний прокурор Венедиктова заявила, що він втік із Києва, порушивши правила домашнього арешту.
За даними Центру протидії корупції Медведчук втік з України за допомоги заступника голови Офісу президента України Олега Татарова.
12 квітня Медвечука було затримано у ході спецоперації СБУ. Прессекретар президента РФ Пєсков заявив, що піддає сумніву цей факт.
16 квітня Личаківський суд Львова арештував Медведчука без права внесення застави. Також ДБР інкримінувало незаконний експорт нафтопродуктів які впродовж 2017—2018 років компанія зі сфери впливу Медведчука вивозила залізничним та автотранспортом будучи позначеним як непідакцизний газовий конденсат. Попередня оцінка недоотриманих коштів склала 7,8 млн грн. 22 червня Личаківський суд Львова заарештував майно Медведчука. Того ж дня арешт Медведчука було продовжено до 9 серпня.

## Плівки Медведчука (2021)
У травні-червні 2021 року журналістами-розслідувачами з проєкту Bihus.info було опубліковано серію з трьох ведіорозслідувань «Плівки Медведчука», які ставили на меті перевірку стосунків Медведчука із Порошенком, Путіним та проросійськими бойовиками. Журналісти написали, що отримали з неназваних джерел записи телефонних розмов Медведчука за 2014—2018 роки, які вони проаналізували. Сам Медведчук жодним чином не відреагував на дане розслідування.
У записах людина із голосом, який журналісти назвали голосом Медведчука, веде переговори з російськими і проросійськими діячами про важливі суспільно-політичні питання України. Згаданий у описі записів тодішній президент Порошенко у жодному з записів не фігурує, однак Медведчук на нього регулярно посилається в своїх розмовах.

## Монополізація ринку природного газу
У лютому 2017 року журналісти телепрограми «Схеми» виявили, що СБУ заблокувала роботу 16 традиційних компаній-імпортерів зрідженого газу в Україні через причетність до терористичних організацій на Сході України. Натомість на ринок ввійшли чотири нові компанії «Глуско Україна», «Креатив Трейдинг», Wexler Global LP (Британія) і Gikka Limited (Британські Виргінські острова), що пов'язані з кумом Путіна Медведчуком.

## Спектр висловлювань
- Володимир Путін: У Медведчука є свої власні переконання. Я вважаю, що він український націоналіст. Хоч йому і не подобається таке визначення, він вважає себе освіченим патріотом України.[152]
- Вахтанг Кіпіані: Медведчук — це ворог моєї країни, вбивця і минулого, і майбутнього.[153]

## Рівень довіри
Результати опитування Київського міжнародного інституту соціології, яке було проведене з 25 червня по 7 липня 2019 року показала, що Медведчук викликав негативні емоції у 55,8 % опитаних, 19 % респондентів відповіли, що ставляться до нього позитивно, 18,5 % — нейтрально.
Сам Медведчук сказав, що негативно ставиться до більшості українців, тож не бачить необхідності міняти, додавши, що нібито 60 % українців вважають Росію агресором, тоді як він думає інакше.

## Нагороди
- 1992 — Заслужений юрист України[156]
- 1996 — Почесна відзнака Президента України[157]
- 1998 — орден «За заслуги» II ступеня[158]
- 2000 — орден «За заслуги» І ступеня — повний кавалер ордена «За заслуги»[156]
- 2004 — орден князя Ярослава Мудрого V ступеня[159]

## Особисте життя
- Оксана Марченко (нар. 28 квітня 1973) — третя дружина (з 2003) і мати сина (нар. 1997) від іншого та спільної доньки. Телеведуча.
- Дарина Медведчук (нар. травня 2004) — донька. Похресниця Володимира Путіна і Світлани Медвєдєвої. 21 рік. [160][161] Таким чином, Віктор Медведчук є кумом президента Росії Володимира Путіна[162].

### Охорона
Особиста охорона Медведчука складалася з десятків охоронців, його, як правило, супроводжували охоронці на кількох авто. Віктор Чорний з охоронної компанії «Шторм», яка охороняла Медведчука, став депутатом від ОПЗЖ 2019 року, під номером 27. Фірму очолив полковник міліції Іван Бойченко, а Чорний його взяв собі у помічники. Із 26 помічників Чорного — 5 охоронців Медведчука (працівники СБУ і міліції). Серед помічників Медведчука 13 працювали в елітному підрозділі Національної поліції України — Управління поліції охорони з фізичної безпеки у Києві.
Заради проїзду кортежу Медведчука до його маєтку у Києві, його охорона блокує вулицю.
Навесні 2019 року озброєна охорона Медведчука 4 години утримувала знімальну групу Бігуса. Пізніше до охоронців приєдналися журналісти NewsOne та 112, які приїхали на авто охоронної фірми «Шторм». Журналістів із Bihus.Info відпустили тільки після приїзду трьох екіпажів поліції та слідчо-оперативної групи.
7 листопада 2017 року невідомі напали біля аеропорту «Київ» на знімальну групу програми «Схеми: корупція в деталях». Прокуратура Києва почала за цим фактом кримінальне провадження. У цій справі одному із охоронців Віктора Медведчука вручили підозру.
На Трухановому острові Медведчук незаконно захопив 11000 м² території на березі рекреаційної зони. Там розташувалася тренувальна база охоронної фірми «Шторм».

## Статки
У травні 2021 року уперше увійшов до списку 100 найбагатших українців за версією українського Forbes. Видання оцінило його статки в 620 мільйонів доларів. Медведчук посів 12-те місце в списку. За даними Forbes, він заробив гроші як підприємець у сферах енергетики, металургії, нерухомого майна та медіа.
Власник яхти Royal Romance і AZIMUT BENETTI SPA, AZIMUT 43 та літака Dassault Falcon 900EX (P4-GEM). Також користується іншим літаком Gulfstream G650 (вартість від 70 млн дол) із серійним номером T7GEM. За даними Bihus.info Медведчук володіє або регулярно користується 5 літаками. 3 з цих літаків встигли перегнати до містечка Санкт-Галлен (Швейцарія). Дві офшорні фірми, що були власниками двох літаків належать дружині Ігоря Кушніра — президента будівельного холдингу «Київміськбуд» і екснардепу і бізнесмену Віталію Хомутинніку. 13 березня був у Пущі-Водиці знайдено «золотий вагон» Віктора Медведчука, всередині якого були чашки із винаходом герба Росії, та інші предмети розкоші.
У червні 2024 року ДБР передало в управління до АРМА підприємство Медведчука та Тараса Козака вартістю $5 млн. У липні почався процес конфіскації активів Медведчука та Оксани Марченко.

### Нафтопровід
Медведчук свого часу заволодів державним нафтопроводом «Самара-Західний напрямок». Фірма-власник нафтопроводу «Інтернешнл Трейдінг Партнерс» — співвласник українського «Прикарпатзахідтрансу» — зареєстрована у Санкт-Галлені, Швейцарія.

### Плавзасоби
16 березня 2022 року було заарештовано яхту «Royal Romance» вартістю $200 млн, яка належала Медведчуку. 11 квітня того ж року її було передано Агентству з розшуку та менеджменту активів (АРМА). У липні 2024 року Печерський суд Києва заарештував цю яхту Медведчука у Хорватії.

### Маєтки
Має кілька маєтків, найбільші і найвідоміші у Жденієво Закарпатської області (60 км від Ужгорода) та в Києві. Під'їзди до маєтку Медведчука охороняє охорона, дорога перекрита і пускають лише місцевих жителів. У Києві Медведчуку належать десятки елітних квартир у новобудовах.
Під час карантину 2020 року й заборони на авіапольоти (в Україні діяли тільки два аеропорти — Бориспіль та Львівський для екстренних випадків) Медведчук 16 разів порушував заборону і літав своїм приватним літаком із сім'єю із Києва до Ужгорода.